# Wu’erqihan (köpinghuvudort i Kina, Inner Mongolia Autonomous Region, lat 49,58, long 121,39)
Wu'erqihan (kinesiska: 乌尔其汉, 乌尔其汉镇) är en köpinghuvudort i Kina. Den ligger i den autonoma regionen Inre Mongoliet, i den norra delen av landet, omkring 1 200 kilometer nordost om regionhuvudstaden Hohhot. Antalet invånare är 35 179. Befolkningen består av 17 388 kvinnor och 17 791 män. Barn under 15 år utgör 9,0 %, vuxna 15-64 år 77 %, och äldre över 65 år 13,0 %.
Runt Wu'erqihan är det glesbefolkat, med 14 invånare per kvadratkilometer. Det finns inga andra samhällen i närheten. Trakten runt Wu'erqihan består i huvudsak av gräsmarker.
Genomsnittlig årsnederbörd är 777 millimeter. Den regnigaste månaden är juli, med i genomsnitt 214 mm nederbörd, och den torraste är februari, med 8 mm nederbörd.